# Carpoxylon
Genre
Classification phylogénétique
Espèces de rang inférieur
- Carpoxylon macrospermum

Carpoxylon est un genre de la famille des Arecaceae (Palmiers) comprenant une seule espèce, Carpoxylon macrospermum, originaire de Vanuatu dans le sud-ouest de l'océan Pacifique.

## Classification
- Sous-famille des Arecoideae
  - Tribu des Areceae
    - Sous-tribu des Carpoxylinae

## Espèces
- Carpoxylon macrospermum